# Infralapsarisme og supralapsarisme
Infralapsarisme og supralapsarisme er et begrebspar, der (inden for den calvinistiske lære) berører forholdet om Gud før eller efter syndefaldet bestemte hvilke mennesker som skulle frelses og hvilke fortabes. Hvor infralapsarismen (også kendt som sublapsarisme eller postlapsarisme) siger at syndefaldet kom først, siger supralasarismen (også antelapsarisme) at Guds beslutning kom først.